# 와키가미역
와키가미역(일본어: 掖上駅, わきがみえき)은 일본 나라현 고세시에 있는 서일본 여객철도의 철도역이다.

## 역 구조
오지 철도부의 관할권에 있는 무인역이다. 역사쪽 승강장이 하행선이고, 반대쪽 승강장이 상행선이다.

### 승강장
| 역사쪽 | ■ 와카야마 선 | 고조 · 하시모토 방면 |
| 반대쪽 | ■ 와카야마 선 | 다카다 · 오지 방면   |

## 역사
- 1896년 5월 10일 - 난와 철도 다카다 역 ~ 가쓰라 역 구간의 개업과 동시에 설치.
- 1903년 5월 15일 - 쓰보사카 역 (일본어: 壺阪駅)으로 이름이 바뀌었다가, 1940년 4월 1일 다시 와키가미 역으로 이름이 바뀌었다.
- 1907년 10월 1일 - 국유화에 따라 일본국유철도 소속이 되었다.
- 1987년 4월 1일 - 민영화에 따라 서일본 여객철도의 소속이 되었다.

## 인접역
| 서일본 여객철도 와카야마 선 | 서일본 여객철도 와카야마 선 | 서일본 여객철도 와카야마 선 |
| --------------------------- | --------------------------- | --------------------------- |
| 다마데 오지 방면            | ■ 와카야마 선               | 요시노구치 와카야마 방면    |